# 岩倉高等学校
岩倉高等学校（いわくらこうとうがっこう）は、東京都台東区上野七丁目にある私立高等学校。当初は旧制中等工業学校である岩倉鉄道学校として設立され、「岩倉」の校名は鉄道創設に貢献した岩倉具視に因んだものである。
上野駅入谷口の目の前に位置し、運輸科・普通科を置く。かつては機械科と商業科も置いていた。鉄道の各コースに関しては、全国でも数少ない鉄道関係の教育を行う日本最古の鉄道学校であり、卒業した多くの生徒が鉄道業界へ進んでいる。また、過去に野球部が甲子園へ1984年春（第56回）と1997年夏（第79回）の二回出場し、1984年春（第56回）においては全国優勝を果たしている。近年では吹奏楽部・放送部が頭角を現し、吹奏楽部は各大会に於いて金賞受賞、放送部は全国大会への進出など、高い成果を挙げている。上野の本校舎のほか、西東京市新町に野球・サッカーを中心としたグランドを設置している。
学校の校章は岩倉家の家紋「笹竜胆」と鉄道のレールを組み合わせたデザインである。

## 沿革

### 戦前
- 1897年（明治30年）6月5日 - 元日本鉄道の株主らによる献金を元に[1]、私立鉄道学校として神田錦町に開校。設立者・笠井愛次郎、校長・野村龍太郎[4]。鉄道事業に携わる技術者・業務者速成のための学校で、建設科と業務科があり、それぞれ一年制の予科、本科、高等科があった。1900年時点で生徒数約150名、卒業生125名を数えた[4]。
- 1901年（明治34年）8月5日 - 現在地に移転（東京市下谷区上車町57番地[1]）。
- 1903年（明治36年） 12月21日- 日本鉄道会社創立の功労者で鉄道界の恩人である岩倉具視の遺徳に因んで、岩倉の二文字を校名に冠し、私立岩倉鉄道学校とする[1]。
- 1905年（明治38年） - 文部省より工業学校規定に基づく開校認可を取得（明治38年文部省告示140号）[5]

第一条　本校は工業学校規定に基づき鉄道事業に従事すべき職員を養成するを以て目的とす
—私立岩倉鉄道学校　学則（明治38年） 
- 1932年（昭和7年） - 泰東商業学校を姉妹校として創立。
- 1944年（昭和19年） - 機械科に電気科を吸収して機関科とし、土木科と業務科を合わせて運輸科とする。

### 戦後
- 1946年（昭和21年）6月6日 - 学園興隆の父、校長の山田英太郎（金東と号す）逝去。
- 1948年（昭和23年）3月11日 - 岩倉鉄道学校と泰東商業学校を統合し、現在の名称岩倉高等学校とし、機関科、運輸科、商業科、普通科の4科を置く。
- 1955年（昭和30年） - 産業教育の必要性増加により、普通科募集中止。
- 1959年（昭和34年） - 保谷市に運動場と合宿所を設置、西館新校舎完成。
- 1961年（昭和36年） - 工場施設を拡大して従来の機関科を機械科と改める。
- 1973年（昭和48年） - 普通科募集再開。
- 1977年（昭和52年） - 創立80周年記念事業として南館新校舎及び体育館完成。
- 1979年（昭和54年） - 南館校舎増設。機械工場施設の拡張並びに商業科関係の産業教育施設、設備を充実。
- 1984年（昭和59年） - パソコン教室設置、「情報処理教育」開講。第56回選抜高等学校野球大会初出場初優勝。
- 1985年（昭和60年） - 北館校舎増設 西東京市にある運動場に修練道場施設完成。
- 1987年（昭和62年） - 創立90周年記念事業として5階建て東館新校舎完成。
- 1993年（平成5年） - 東館校舎3階に「教育用電車シミュレーション室」（205系）を設置。この装置を利用した「電車運転実習」を行なう。
- 1995年（平成7年） - 南館校舎に情報処理室設置。
- 1997年（平成9年） - 創立100周年を迎える。第79回全国高等学校野球選手権大会初出場（1回戦敗退）。
- 2001年（平成13年） - 東館校舎1階に新たに「教育用電車シミュレーション室」（211系・651系）を設置。
- 2002年（平成14年）7月-8月 - 西館校舎の大規模改装、耐震強化、各門の改装により防犯強化。正門に守衛室を設置。
- 2007年（平成19年）5月14日 - 中央館校舎建築のため、南館校舎の取り壊し開始。一部の生徒は工事の終了まで廃校になった旧下谷小学校を下谷校舎として使用する。
- 2008年（平成20年）7月-8月 - 中央館校舎完成に先駆けて、校舎の一部を大規模改装。
- 2009年（平成21年）3月 - 創立110年記念事業である、地上10階地下1階中央館校舎完成及び下谷校舎の使用終了。
- 2009年（平成21年）11月 - 東館校舎1階にあった鉄道シミュレーターを実習館に移動。
- 2009年（平成21年）12月 - 新正門・南門・駐輪場完成。
- 2014年（平成26年）4月  - 男女共学化。また、運輸科と普通科の2科のみとなる[7]。
- 2017年（平成27年）‐ 創立120周年を迎える。
- 2018年（平成30年）‐ 普通科にL特コースを設置。
- 2022年（令和4年）- S特、特進コースを7限制コースへ、L特、総進コースを6限制コースへ名称変更。

## 学科の詳細

### 普通科
普通科は鉄道専門教科を行わず 進学を目指し、あらゆる教科に精通した学科を中心に勉強する学科でS特コースと特進コースと総進コースとL特コースがある。
- S特、特進コースは、少人数で難関国公立・私立大学を目指す。2年生より文系コースと理系コースに分かれる。情報や体育は総合進学と合同で行うことが多い。総合進学との大きな違いは、火・木曜が7時間であること(他コースは6時間)、金曜日に校内予備校があること(総合進学も参加可)など。
- 総進コースは、様々な進路を考えた幅広い授業が特徴である。 2年生より文系コースと理系コースに分かれる。その他、演習、コンピュータを利用した特別授業があることも特徴の一つである。
- L特コースは、部活動（野球・サッカー・柔道・陸上などの運動部、吹奏楽・放送・演劇などの文化部）で活躍する生徒のためのコースで、スポーツ・コンディショニング、音楽、表現等の特別授業がある[注 4]。 2年生より文系コースと理系コースに分かれる。

### 運輸科
運輸科は、鉄道の旅行営業・技術について専門教科を中心的に学習する。1年生は営業概論I、旅行実務[法令、約款、地理]、2年生は営業概論II、ホスピタリティI、鉄道概論、3年生はホスピタリティII、運転業務、電車工学、課題研究を学習する。
その他、旅行業を学ぶことにより国内及び総合旅行業務取扱管理者試験を受験することができる。また、2年〜3年生で鉄道会社の入社試験で出題されることも多い、SPIを学習する。3年生では上記運転業務や電車工学の学習に伴い、鉄道シミュレーターを教材として使用する。
営業学科、機器学科は「旧・運輸科」、「機械科」に分かれていたが、2014年4月の男女共学化に伴い「新・運輸科」に統合されて、その中の「ビジネス科」、「ものづくり科」に再編されている。

### かつて設置されていた学科

#### 機械科
- 鉄道運転技術コース
- 鉄道車両整備コース
- 自動車整備コース

#### 商業科
- 情報ビジネスコース
- 鉄道ビジネスコース

## 学校の特色

### 行事
- 6月上旬の「金東先生記念日」は、以前はクラス代表者による創立者金東の墓参が実施されていたが、全校生徒参加で校長による講話を行うという形となった。
- 1年生は10月、2年生は4月、9月に、3年生の希望者は4月に実際に鉄道会社が就職試験の適性検査として用いられる、内田クレペリン精神検査が行われる。
- 11月中旬に、運動競技大会が2日間行われる。ソフトバレーボール、バスケットボールを学校で、ソフトボールやサッカーなどの競技は同校の西東京のグラウンドで行われる。場所は毎年違う。

- 6月の体育祭は、東京武道館で開催。
- 1月には、各企業から内定をいただいた3年生による「内定者講話」を行う
- 夏期休暇中に、各部合宿に参加することができるが、鉄道模型部、陸上部は秋に行う。
- 夏期、冬季休暇中に、希望の生徒を対象に鉄道実習（詳細は後述）が行われる。
- 夏季休暇中に、旅行業務取扱管理者試験の講習会に参加することができる。
- 冬期休暇中に、スキー教室に参加することができる。
- 文化祭（岩倉祭）では、電車運転シミュレーター（詳細は後述）が一般公開される。
- 毎週水曜、土曜日放課後に、本校舎近辺の歩道で台東区大江戸清掃隊（清掃ボランティア）を実施している。1年に一回担当が回ってくる。

### 学校全体
- 男子校・4学科時代は、各科にイメージカラーがあった（機械科・青、運輸科・赤、商業科・緑、普通科・白）。
- 同じく男子校・4学科時代は、クラスの名称は「○年○組」ではなく、「○学級」という名称で、全学年の通し番号であった。（例…各学年10クラスの場合、1年生は1学級～10学級、2年生は11学級～20学級、3年生は21学級～30学級。1年生が9クラスの場合、2年生は10学級からとなる）
- 1・2年生は週3回ある体育の項目に週1回は柔道が必須項目となっている。従来までは全学科・全学年であったが、カリキュラムが改定し、1・2年生のみとなった。
- 2020年度から3学期制になる。

### 教育用電車運転シミュレーター
実習館と中央館には、教育用の電車運転シミュレーターが設置されており、中央館には205系、実習棟には651系と211系があり、651系では、常磐線土浦駅-取手駅間を運転することができ、211系では高崎線上尾駅-熊谷駅間を運転できたが、2013年より、新たにCGによる架空路線が運転できるようになった。さらに縦横軸併用ツインレバー型マスコンから、片手ワンハンドルマスコンになり、車掌業務も同時に行うことができるようになった。
205系では、三鷹駅-西八王子駅間を運転することができたが、2006年より、新たにCGによる架空路線が運転できるようになり、授業では専ら、この3路線を用いる。
このシミュレーターは、3年生のみが授業で使っていたが、2004年から運輸科は2年生からの授業でしか使用することができず、休み時間では自由に使用することは出来ない。運転実習や車掌業務の授業であっても、1学期中はホスピタリティの授業を行う関係でシミュレーターを使用するのは2学期、それも後半のごく数回である。
その他、文化祭では、一般参加者にこのシミュレーターが公開され、自由に運転体験をすることができる。ただし、文化祭の日も原則的に一般生徒は運転することが出来ない。また、実習棟にはミニシミュレーターがあり、篠ノ井線塩尻駅-明科駅間を運転することができるが、基本的に授業では使用しない。また、211系、651系では車掌業務もすることができる。

### 鉄道実習
夏期、冬期休暇中の一定期間に、希望した生徒が、JR東日本、JR東海、東京メトロ、東武鉄道、小田急電鉄などの各駅で1週間の体験実習（駅務実習）を行っている。2005年まで1年生が実習を行い、単位が付かない制度だったが、2006年から2年生が実習を行い、履修単位が1単位つくようになった。

## 部活動
下記の他に水泳部、チアリーディング部が臨時で設置されている。
| 運動部 - 野球部 - 陸上競技部 - 柔道部 - 剣道部 - サッカー部 - 卓球部 - バスケットボール部 - バレーボール部 - バドミントン部 - ラクロス部 - 山岳・ワンゲル部 - ダンス部 - テニス部 | 文化部 - 吹奏楽部 - 鉄道研究部 - 鉄道模型部 - 英語研究部 - 工作研究部 - 写真部 - 商業研究部 - 文芸デザイン部 - 放送部 - 理化学研究部 - 書道部 - 演劇部 - 茶道部 - ギター同好会 - 囲碁・将棋・かるた同好会 |

## 著名な出身者
実業家
- 牧田甚一 - 熊谷組3代目社長[8]
- 神部満之助 - 間組3代目社長[9]

政治家
- 貝谷真孜
- 田中彰治
- 伊井弥四郎
- 太田一夫
- 菱沼五郎（小幡五朗）
- 関裕通

野球
- 山口重幸
- 森範行
- 豊田浩之
- 関根裕之
- 巽大介
- 水野貴士
- 大川博
- 宮里優吾

芸能人・マスコミ
- 森清 (俳優)
- 三遊亭圓歌 (3代目)
- 柳家三語楼 (4代目)
- 宮澤光邦
- 尾崎世界観

その他
- 清水一行 - 作家
- 井上博明 - アニメプロデューサー
- 木村靖彦 - 空手
- チャーリィ古庄 - 写真
- 飯田豊二 - エンジニア
- 柴田衛 - エンジニア
- 直良信夫 - 考古学者
- スーツ (YouTuber)

## 野球部の戦績
- 春季東京都高校野球大会：1987年（昭和61年）優勝
- 全国高等学校野球選手権東東京大会：第79回（1997年）優勝
- 秋季東京都高校野球大会：1984年（昭和58年）優勝
- 全国高校野球選手権大会：1997年（第79回）出場。初戦敗退（2-9浦添商）。
- 選抜高等学校野球大会：1984年（第56回）優勝

※1989年（第61回）にも出場が有力視されていたが、直前の同年1月に監督の暴力行為が発覚して推薦を取り消された
- 明治神宮野球大会：第14回（1983年）優勝
- 春季関東大会：第36回（昭和58年）準優勝

岩倉高等学校の特徴的な高校野球の応援として、五百円紙幣を利用した応援スタイルを取る。これは五百円紙幣に岩倉具視が描かれているためである。

## その他
- 2010年、映画『アンストッパブル』の日本初試写会が岩倉高校体育館で行われ、ゲストにAKB48のメンバーが登場した[10]。
- 池田邦彦の漫画『グランドステーション』に登場した。国鉄で総括運転士（後ろ向きの運転士）をしている職員の息子が通学している設定になっている。
- 山﨑康晃は、亜細亜大学在学中に本校で教育実習を行ったことがある[11]。
- 2017年、岩倉高校体育館に於いて映画「ハルチカ」の公開記念イベントが催され、W主演の佐藤勝利と橋本環奈が同校吹奏楽部と映画の演奏協力をした柏市立柏高等学校吹奏楽部と合同でコラボ演奏を行った[12]。

## 脚註